# Dow Jones Global Titans
| Dow Jones Global Titans 50 | Dow Jones Global Titans 50 |
| -------------------------- | -------------------------- |
|                            |                            |
| Stammdaten                 |                            |
| Staat                      | Welt                       |
| Börse                      | New York Stock Exchange    |
| ISIN                       | XC0006606526               |
| WKN                        | 966643                     |
| Symbol                     | I:DJGT.DJX                 |
| RIC                        | ^DJGTE                     |
| Bloomberg-Code             | DJGT <INDEX>               |
| Kategorie                  | Aktienindex                |
| Typ                        | Kursindex                  |
| Familie                    | Dow Jones                  |

Der Dow Jones Global Titans 50 ist ein Börsenindex des Verlags Dow Jones an der New York Stock Exchange und umfasst die 50 größten börsennotierten Unternehmen der Welt. Die Auswahl der Komponenten erfolgt nach der Marktkapitalisierung, dem Umsatz und dem Nettogewinn der im Dow Jones World Index gelisteten Aktiengesellschaften.

## Überblick
Der Dow Jones Global Titans 50 Index wurde erstmals 1999 berechnet und soll vor allem in Zeiten der Globalisierung Anhaltspunkte für die globale Wirtschaftsentwicklung bieten. Zu diesem Zweck werden die größten und bekanntesten Standardwerte zusammengefasst, die über ihr Kerngeschäft hinaus noch in mindestens einem weiteren Bereich tätig sind.
Berücksichtigung bei der Auswahl finden alle im Dow Jones World Index gelisteten Aktiengesellschaften. Auf die Auswahlliste kommen die 50 gegenwärtigen Global-Titans-Indextitel und die 50 größten Unternehmen nach Marktkapitalisierung, die nicht Bestandteile des Index sind. Die endgültige Rangfolge ergibt sich, indem die Marktkapitalisierung mit 60 Prozent, der Umsatz mit 20 Prozent und der Nettogewinn ebenfalls mit 20 Prozent gewichtet werden.
Am 23. Mai 2012 waren 50 Unternehmen aus zehn verschiedenen Staaten vertreten: 30 aus den Vereinigten Staaten, sechs aus Großbritannien, drei aus Schweiz, Deutschland und Frankreich, zwei aus Australien und Japan, sowie jeweils eines aus China, Russland und Südkorea. Die Marktkapitalisierung des Dow Jones Global Titans 50 lag bei 6,58 Billionen US-Dollar.
Weitere Global Titans Indizes sind der Dow Jones Sector Titans, ein Index, der nach verschiedenen Sektoren aufgeschlüsselt ist und der Dow Jones Country Titans, ein Index, der nach verschiedenen Ländern aufgeschlüsselt ist.

## Zusammensetzung
Der Dow Jones Global Titans 50 Index setzt sich aus folgenden 50 Unternehmen zusammen (Stand 27. Mai 2025).
| Name                        | Hauptsitz              | Gewichtungsrang | Branche              |
| --------------------------- | ---------------------- | --------------- | -------------------- |
| Abbott Laboratories         | Vereinigte Staaten     | 28              | Pharma               |
| Abbvie                      | Vereinigte Staaten     | 38              | Pharma               |
| Accenture                   | Vereinigte Staaten     | 38              | Unternehmensberatung |
| Adobe                       | Vereinigte Staaten     | 42              | Software             |
| Alphabet Class A            | Vereinigte Staaten     | 8               | Technologie          |
| Alphabet Class C            | Vereinigte Staaten     | 9               | Technologie          |
| Amazon                      | Vereinigte Staaten     | 3               | Technologie          |
| Apple                       | Vereinigte Staaten     | 4               | Technologie          |
| ASML                        | Niederlande            | 20              | Telekommunikation    |
| AstraZeneca                 | Vereinigtes Königreich | 36              | Pharma               |
| BHP Group                   | Australien             | 51              | Bergbau              |
| Broadcom                    | Vereinigte Staaten     | 6               | Telekommunikation    |
| Caterpillar                 | Vereinigte Staaten     | 44              | Maschinenbau         |
| Chevron                     | Vereinigte Staaten     | 29              | Öl und Gas           |
| Cisco Systems               | Vereinigte Staaten     | 26              | Technologie          |
| Coca-Cola                   | Vereinigte Staaten     | 22              | Getränke             |
| Comcast                     | Vereinigte Staaten     | 49              | Telekommunikation    |
| Eli Lilly and Company       | Vereinigte Staaten     | 13              | Chemie               |
| ExxonMobil                  | Vereinigte Staaten     | 16              | Öl und Gas           |
| IBM                         | Vereinigte Staaten     | 27              | Technologie          |
| Johnson & Johnson           | Vereinigte Staaten     | 18              | Pharma               |
| JPMorgan Chase              | Vereinigte Staaten     | 11              | Banken               |
| Linde plc                   | Irland                 | 32              | Chemie               |
| LVMH                        | Frankreich             | 32              | Luxusgüter           |
| Mastercard                  | Vereinigte Staaten     | 15              | Bankdienstleistungen |
| McDonald’s                  | Vereinigte Staaten     | 30              | Systemgastronomie    |
| Merck & Co.                 | Vereinigte Staaten     | 39              | Pharma               |
| Meta Platforms              | Vereinigte Staaten     | 5               | Technologie          |
| Microsoft                   | Vereinigte Staaten     | 1               | Software             |
| Nestlé                      | Schweiz                | 21              | Nahrungsmittel       |
| Netflix                     | Vereinigte Staaten     | 14              | Technologie          |
| Novartis                    | Schweiz                | 33              | Pharma               |
| Novo Nordisk                | Dänemark               | 34              | Pharma               |
| Nvidia                      | Vereinigte Staaten     | 2               | Technologie          |
| Oracle                      | Vereinigte Staaten     | 25              | Software             |
| PepsiCo                     | Vereinigte Staaten     | 43              | Getränke             |
| Pfizer                      | Vereinigte Staaten     | 48              | Pharma               |
| Philip Morris International | Vereinigte Staaten     | 23              | Tabak                |
| Procter & Gamble            | Vereinigte Staaten     | 17              | Konsumgüter          |
| Roche                       | Schweiz                | 35              | Pharma               |
| Royal Bank of Canada        | Kanada                 | 41              | Bank                 |
| Salesforce                  | Vereinigte Staaten     | 24              | Software             |
| Samsung Electronics         | Südkorea               | 40              | Technologie          |
| Shell plc                   | Vereinigtes Königreich | 37              | Öl und Gas           |
| TSMC                        | Taiwan                 | 10              | Mikrochips           |
| Tesla                       | Vereinigte Staaten     | 7               | Automobilbau         |
| Thermo Fisher               | Vereinigte Staaten     | 46              | Pharma               |
| TotalEnergies               | Frankreich             | 50              | Öl und Gas           |
| Toyota                      | Japan                  | 31              | Automobile           |
| Unilever                    | Vereinigtes Königreich | 45              | Konsumgüter          |
| Visa                        | Vereinigte Staaten     | 12              | Bankdienstleistungen |